# Goçguly Goçgulyýew
Goçguly Hangulyýewiç Goçgulyýew (in russo Гочгули Ханкулович Гочгулиев?; Balkanabat, 26 maggio 1977) è un calciatore turkmeno, difensore dell'Altyn Asyr.

## Carriera

### Club
Gioca dal 1997 al 2000 al Köpetdag Aşgabat. Nel 2001 gioca all'Ertis. Nel 2002 si trasferisce al Paxtakor. Nel 2006 viene acquistato dal Qaýrat. Nel 2007 passa al Quruvchi. Nel 2008 viene acquistato dal Bunyodkor. Nel 2011 passa all'Altyn Asyr.

### Nazionale
Debutta in Nazionale nel 2000. Con la sua Nazionale partecipò alla Coppa d'Asia 2004.

## Palmarès

### Club

#### Competizioni nazionali
- Campionato uzbeko: 7

Paxtakor: 2002, 2003, 2004, 2005
Bunyodkor: 2008, 2009, 2010
- Coppa dell'Uzbekistan: 6

Paxtakor: 2002, 2003, 2004, 2005
Bunyodkor: 2008, 2010